# Smucka
Smucka är en ort i Bosnien och Hercegovina.   Den ligger i entiteten Federationen Bosnien och Hercegovina, i den centrala delen av landet, 23 km väster om huvudstaden Sarajevo. Smucka ligger 665 meter över havet och antalet invånare är 248.
Terrängen runt Smucka är huvudsakligen kuperad, men åt sydost är den bergig. Smucka ligger nere i en dal. Närmaste större samhälle är Konjic, 18,0 km sydväst om Smucka. 
Omgivningarna runt Smucka är en mosaik av jordbruksmark och naturlig växtlighet. Runt Smucka är det ganska tätbefolkat, med 93 invånare per kvadratkilometer.